# Termoarcilla

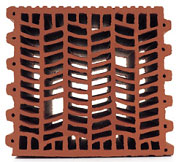
La Termoarcilla, es cerámica aligerada con unas propiedades que la hacen muy interesante para la construcción de viviendas bioclimáticas.

Una termoarcilla es un bloque cerámico de baja densidad y mayor grosor que el ladrillo convencional, que se utiliza como alternativa a otros materiales de construcción más comunes, como los ladrillos o los bloques de hormigón.
La porosidad del material, junto con su geometría, permiten conseguir muros de una sola hoja con similares prestaciones que los muros compuestos por varias capas.
La termoarcilla ahorra en medios auxiliares, ya que no se necesita encofrado y puede ser abordada por un autoconstructor. Por ejemplo, empleando bloques termoacústicos de arcilla aligerada o termoarcilla, se pueden levantar muros portantes de una sola hoja, con prestaciones equivalentes a los compuestos por dos hojas y cámara de aire aislada, con el consiguiente incremento en el rendimiento de ejecución, puesto que se reduce la mano de obra, se ahorra mortero y se puede prescindir de los aislantes térmicos y acústicos. A modo comparativo, en un muro de este tipo se emplea media hora para levantar un metro cuadrado, mientras que en uno de dobla hoja, casi se necesitan dos horas.
Entre sus cualidades singulares figura su porosidad, que permite la transpiración de la vivienda, y su buena inercia térmica.

## Historia
- En 1966 el alemán Fernhoff mezcló bolitas de poliestireno expandido en la arcilla. En Alemania se emplea desde entonces.
- En Italia, Austria y Suiza se emplea desde hace más de 30 años, imponiéndose claramente en sus mercados.
- El bloque Termoarcilla se empieza a comercializar en España en el año 1990.

## Ventajas
Las ventajas que presenta el bloque Termoarcilla son las siguientes:
- Buen aislamiento térmico
- Buen aislamiento acústico
- Elevada resistencia al fuego
- Vivienda sin toxicidad, radiaciones, o alergias
- Coste reducido de puesta en obra
- Rapidez de ejecución

## Fabricación

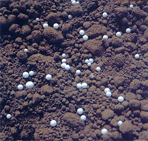
Arcilla con aditivos que desaparecen en la cocción.

Partiendo de una mezcla de arcilla, esferas de poliestireno expandido y otros materiales granulares, que se gasifican durante el proceso de cocción a más de 900 °C sin dejar residuos, se origina una fina porosidad homogéneamente repartida en la masa cerámica del bloque. Se trata de macroporos visibles.
Otros aditivos empleados para aligerar la arcilla son: pasta de papel, orujillo, etc.
Para seguir mejorando el producto, se está llevando a cabo un estudio, que está en fase experimental, para determinar con qué aditivos se podría conseguir una microporosidad óptima en la arcilla cocida constituyente del bloque. Esta microporosidad, no sería apreciable a simple vista, y permitiría mejorar el aislamiento térmico de los bloques.

## Características físicas
- Macroporos. Aparecen al volatilizarse los materiales granulares añadidos a la masa arcillosa en el proceso de fabricación de los bloques, al pasar por el horno a altas temperaturas.
- Perforaciones. Los bloques Termoarcilla tienen una gran cantidad de perforaciones en el sentido de transmisión del calor, que permiten conseguir unas magníficas condiciones de aislamiento térmico. Además en el interior de los bloques existen dos perforaciones mucho mayores que el resto, cuya función es facilitar el manejo de los bloques.
- Dimensiones. El bloque Termoarcilla tiene grandes dimensiones, por lo que los muros se construyen con menor número de piezas, y por tanto con menos juntas horizontales de mortero. Las piezas base tienen unas medidas modulares de:
  - 30 cm de longitud
  - 19 cm de altura
  - 14, 19, 24 o 29 cm de espesor
- Machihembrados. Los bloques Termoarcilla tienen las testas machihembradas, permitiendo el encaje entre bloques, sin necesidad de colocar mortero en la junta vertical. Por este motivo se ahorra mortero, se consiguen mayores rendimientos, y se mejora el aislamiento térmico de los bloques.